# David Gallego
David Gallego Rodríguez (ur. 26 stycznia 1972 w Súrii) – hiszpański trener i piłkarz, grający na pozycji pomocnika.

## Kariera piłkarska
Gallego to wychowanek klubu CE Súria. Przez praktycznie całą karierę błąkał się on po mało znanych klubach. W swojej karierze grał w CE Manresa, CE L’Hospitalet, AEC Manlleu, Levante UD, UE Sant Andreu, Córdoba CF, Terrassa FC, Hércules CF, Recreativo Huelva i CF Badalona. W 2009 roku zdecydował się zakończyć piłkarską karierę.

## Kariera trenerska
Karierę trenerską Gallego rozpoczął podobnie jak piłkarską w mało znanych klubach. W 2010 roku przez krótko trenował Sant Feliu Sasserra a następnie powrócił do CE Súria tym razem w roli trenera. W 2013 roku został trenerem juniorskiej drużyny klubu RCD Espanyol. W 2016 roku został szkoleniowcem Espanyolu B. W kwietniu 2018 roku został szkoleniowcem pierwszej drużyny Espanyolu. W maju 2018 roku został zwolniony z tego stanowiska.